# Cybaeina
Cybaeina es un género de arañas araneomorfas de la familia Cybaeidae. Se encuentra en Norteamérica.

## Lista de especies
Según The World Spider Catalog 12.0:
- Cybaeina confusa Chamberlin & Ivie, 1942
- Cybaeina minuta (Banks, 1906)
- Cybaeina sequoia Roth, 1952
- Cybaeina xantha Chamberlin & Ivie, 1937